# Iván de la Peña
Iván De la Peña López (ur. 6 maja 1976 w Santanderze) – hiszpański piłkarz grający na pozycji pomocnika, znany jako Mały Budda albo Lo Pelat, 5-krotny reprezentant Hiszpanii (po raz pierwszy w 1995 roku).

## Sukcesy
- zdobywca Pucharu Zdobywców Pucharów z FC Barcelona: 1997
- zdobywca Superpucharu Europy z FC Barcelona: 1997
- zdobywca Pucharu Króla z FC Barcelona w 1997 i Espanyolem Barcelona w 2006
- mistrz Hiszpanii z FC Barcelona: 1998
- zdobywca Superpucharu Hiszpanii z FC Barcelona: 1996
- finalista Pucharu UEFA z Espanyolem Barcelona: 2007